# Лигдамид I

Карта деления империи Ахеменидов на сатрапии

Лигдамид I (др.-греч. Λύγδαμις) — персидский правитель Галикарнаса, правивший в VI—V веке до н. э.

## Биография
Хотя Геродот не упоминает свой родной город при описании событий покорения военачальником Кира Гарпагом Ионии, Ликии и Карии, но считается, что Галикарнас также был включен в состав персидской империи около 545 года до н. э. Геродот также указывает, что, в отличие от многих других народов, «карийцы покорились Гарпагу, не покрыв себя славой: ни сами карийцы, ни эллины, живущие в их стране, при этом не совершили никаких подвигов.»
После проведения Дарием I административной реформы, Галикарнас вошел в состав первой сатрапии. Персидские власти содействовали тому, чтобы во многих подчиненных им греческих территориях к власти пришли тираны. Игорь Суриков высказал предположение, что именно в указанный период это произошло и в Галикарасе.
Лигдамид считается основателем династии Лигдамидов. Это имя по какой-то причине было достаточно популярно в среде знати Эгейской цивилизации. Возможно, связано с нашествием в Малую Азию в VII веке до н. э. киммерийцев, вождя которых звали Лигдамид (Тугдамме). Аскольд Иванчик обоснованно замечает, что на русском языке это имя звучит как «Лигдамис.» Однако отечественная наука имеет свою устоявшуюся традицию передачи данного антропонима.
Если исходить из сведений, изложенных Геродотом, Лигдамиду помимо Галикарнаса могли подчиняться Кос, также входивший в дорическое «Шестиградье», и Нисирос с Калиндой, хотя они и имели своих правителей. Управляемый Лигдамидом Галикарнас, по всей видимости, не принимал участия в выступлении малоазийских греков против персидской власти в начале V века до н. э. — по крайней мере, древние историки об этом не упоминают.
Лигдамид был женат на критянке, чье имя источники не называют. Преемником Лигдамида стала — после смерти мужа — его дочь Артемисия I, участвовавшая в походе Ксеркса на Элладу. Также Лигдамид имел сына Пигрета, который прославился как поэт.